# 国道231号

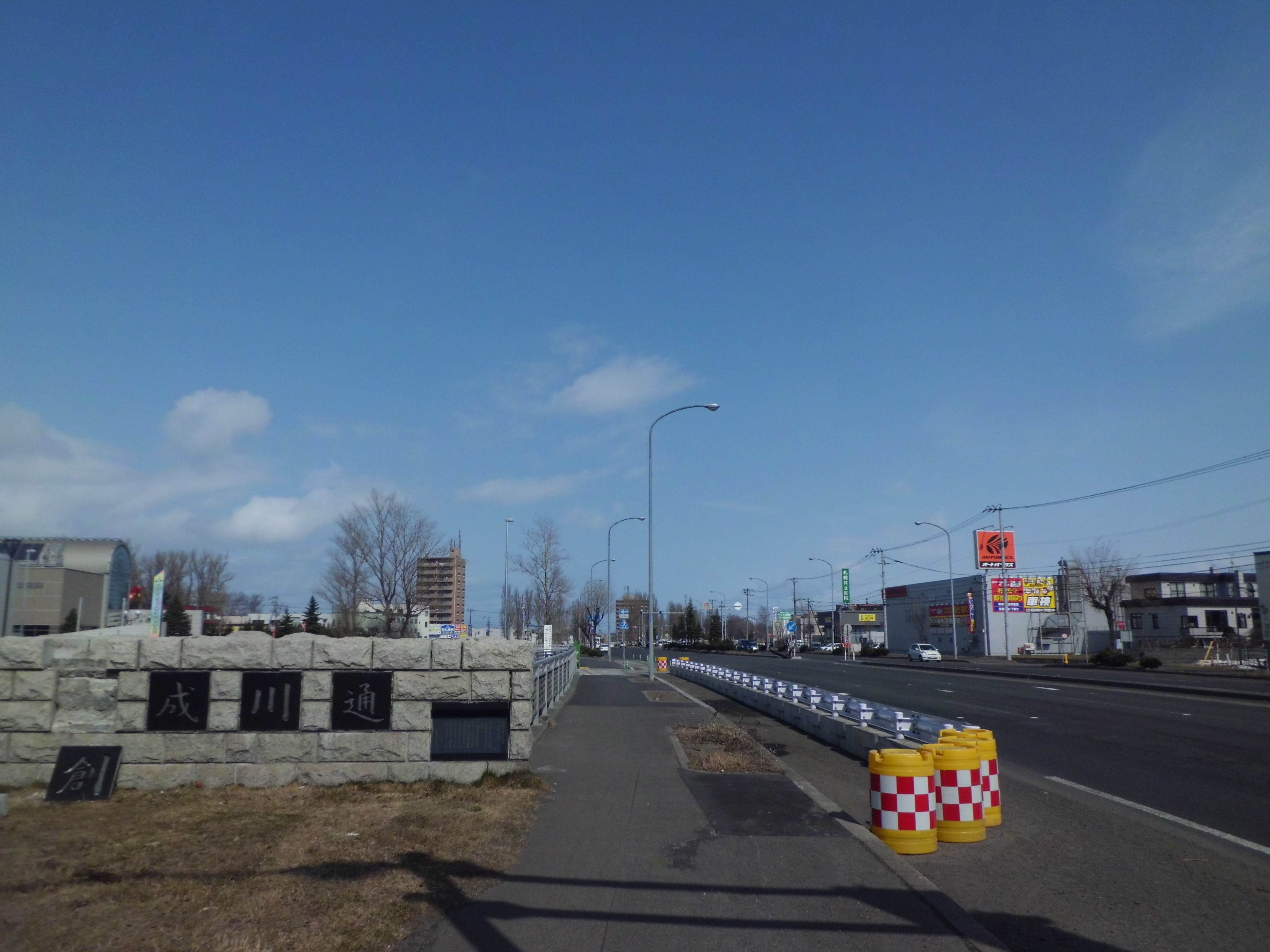
創成川通。北47条で北を望む。

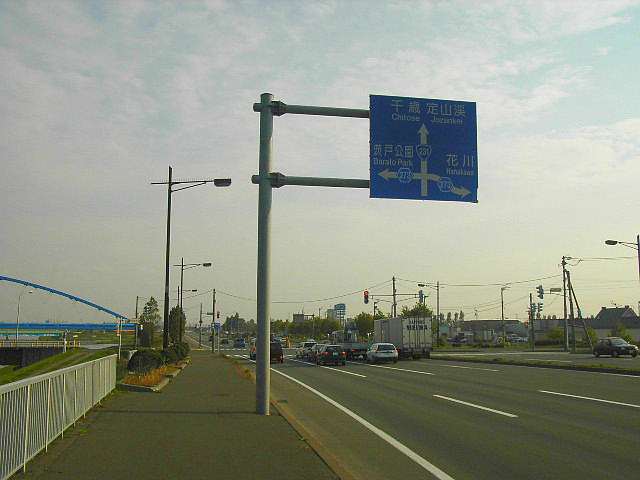
茨戸大橋の南（石狩市、2004年10月）

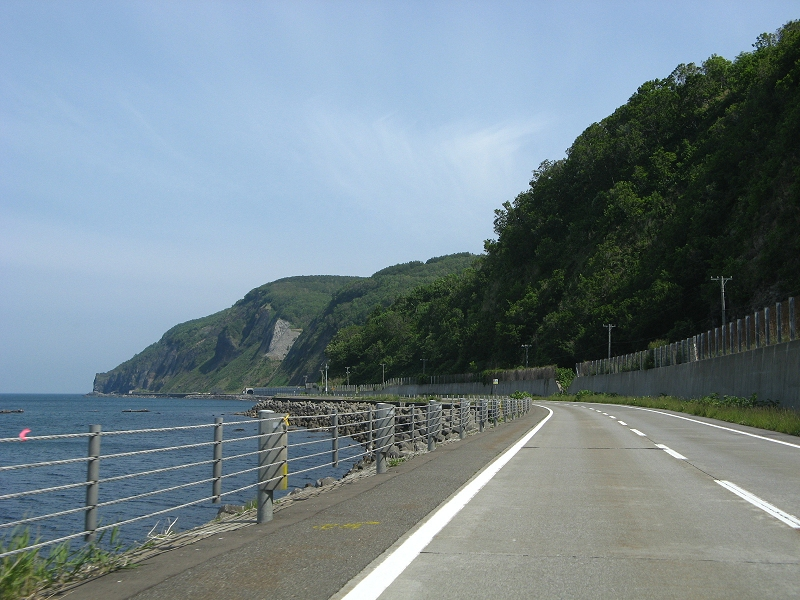
石狩市浜益区の海岸沿い

国道231号（こくどう231ごう）は、北海道の札幌市北区から留萌市までに至る一般国道である。

## 概要
陸の孤島や西の知床とも称された雄冬岬を通過する。石狩市から留萌市までの区間は日本海オロロンラインの一部を構成し、「萌える天北オロロンルート」の一部としてシーニックバイウェイ指定ルートとなっており、多くの区間で日本海を眺望できる。また、国道232号と併せて札幌・稚内間の最短経路として機能しており、国道12号・国道40号による旭川経由より約60 km短い。

### 路線データ
一般国道の路線を指定する政令に基づく起終点および重要な経過地は次のとおり。
- 起点：札幌市（札幌市北区北34条西2丁目279番2[6]、国道5号交点、国道274号起点）
- 終点：留萌市（留萌市元川町2丁目44番1[6]、国道232号・国道233号・国道239号終点、国道451号起点）
- 重要な経過地：北海道石狩郡石狩町[注釈 2]同道浜益郡浜益村[注釈 3]
- 総延長 : 129.8 km（北海道 122.7 km、札幌市 7.1 km）重用延長を含む。[7][注釈 4]
- 重用延長 : 0.0 km（北海道 - km、札幌市 0.0 km）[7][注釈 4]
- 未供用延長 : なし[7][注釈 4]
- 実延長 : 129.8 km（北海道 122.7 km、札幌市 7.1 km）[7][注釈 4]
  - 現道 : 127.6 km（北海道 120.6 km、札幌市 7.1 km）[7][注釈 4]
  - 旧道 : 2.1 km（北海道 2.1 km、札幌市 - km）[7][注釈 4]
  - 新道 : なし[7][注釈 4]
- 指定区間：全線[8]

## 歴史
- 1953年（昭和28年）5月18日 - 二級国道231号札幌留萠線（札幌市 - 留萌市）として指定施行[9][注釈 5]。国立公文書館が所蔵し、公開している政令の御署名原本では、路線名は「札幌留萠」ではなく「札幌留萌」となっている[10]。
- 1965年（昭和40年）4月1日 - 道路法の改正により一級・二級区分が廃止されて一般国道231号として指定施行[5]。
- 1972年（昭和47年） - 石狩河口橋部分供用開始。完成供用は1976年（昭和51年）。
- 1972年（昭和47年）7月9日 - 石狩市浜益区（当時は浜益郡浜益村）床丹（とこたん）で建設中のトンネル（仮称つばめ岩トンネル）で崩落事故が発生して、5人が巻き込まれて死亡した[11][12]。
- 1981年（昭和56年）11月10日 - 雄冬岬トンネルの開通により、石狩市浜益区と増毛郡増毛町の間にあった雄冬岬付近の道路不通区間が解消して[13]、札幌 - 留萌の間が全線開通した[13][14]。
- 1981年（昭和56年）12月19日 - 雄冬岬トンネルで崩落事故が発生。北海道開発局が復旧工事に着手したが完了が1983年（昭和58年）12月で増毛町の歩古丹～大別刈の山道区間が冬季閉鎖に入ったため、1984年（昭和59年）5月15日に実質的な開通となった[15][16] 。
- 1990年（平成2年）11月5日 - 茨戸大橋および花畔大橋の供用開始により経路変更を実施。旧道は同年12月10日に北海道道273号花畔札幌線および北海道道44号石狩手稲線に編入される[17]。

## 路線状況
石狩市厚田区安瀬（やそすけ）から同市浜益区雄冬にかけての区間は、落石・崩落・雪崩による複数の通行規制区間を抱えており、崩落事故が発生しているほか要対策箇所は76箇所にのぼる。これを解消するため1994年（平成6年）から雄冬防災（おふゆぼうさい）として5本の新トンネル掘削や法面の改良などを延長11.6 kmにわたって事業を実施している。2014年（平成26年）3月4日に延長2,995 mの新送毛トンネルが供用開始され、2016年（平成28年）1月19日には、既存のガマタトンネルと雄冬岬トンネルをつないだ総延長4,216 mの浜益トンネルが供用開始された。

### 通称
- 創成川通（札幌市内）
- 石狩街道[23]
- 石狩国道[24]
- 増毛国道[1]
- 日本海オロロンライン
- ダイヤモンド道路[25]
雄冬岬付近の道路の別名。雄冬岬付近は断崖絶壁の交通難所で、莫大な建設費を投入して開通した国道336号の襟裳岬の東海岸付近を通る「黄金道路」を超えるほどの建設費がかかったことが名の由来[26]。

### 道路施設

#### 橋梁
- 茨戸大橋（ばらと）　1990年11月完成
- 花畔大橋（ばんなぐろ）　1990年10月完成
- 石狩河口橋 1976年完成

#### トンネル
合計20か所
- 滝の沢トンネル 1,242 m
- 太島内トンネル 2,454.5 m
- 新赤岩トンネル 963 m
- 濃昼トンネル 275 m
- 尻苗トンネル 207 m
- 木巻トンネル 84 m
- 新送毛トンネル 2,995 m
- 二ツ岩トンネル 1,793 m
- 浜益トンネル 4,216 m（旧：ガマタＴ＋旧：雄冬岬Ｔ＋新設Ｔ　1,555 m を一つにつないだＴ）
- 雄冬トンネル 134 m
- 武好トンネル 108 m
- 岩尾トンネル 90 m
- 汐岬トンネル 64 m
- 日和トンネル 140 m
- 湯泊トンネル 220 m
- 黒岩トンネル 770 m
- 日方泊トンネル 2,900 m
- マッカ岬トンネル 683 m
- ペリカトンネル 394 m
- 大別苅トンネル 1,992 m

#### 道の駅
- 石狩振興局
  - 石狩「あいろーど厚田」（石狩市厚田区）
- 留萌振興局
  - るもい（留萌市）

## 地理

### 通過する自治体
- 北海道
  - 石狩振興局
    - 札幌市（北区 - 東区） - 石狩市

  - 留萌振興局
    - 増毛郡増毛町 - 留萌市

### 交差する道路
石狩振興局
札幌市東区
- 国道5号・国道274号 : 北34条東1丁目（起点）
- 北海道道431号丘珠空港線 : 北42条東1丁目
- 北海道道277号琴似停車場新琴似線 : 北49条東2丁目

札幌市北区
- 札幌市主要地方道2975号真駒内篠路線 : 篠路8条1丁目
- 北海道道128号札幌北広島環状線 : 篠路10条1丁目、東茨戸1条1丁目（重複）

石狩市
- 北海道道273号花畔札幌線 : 花川東
- 国道337号 : 生振 - 新港南（重複）
- 北海道道44号石狩手稲線 : 新港南
- 北海道道225号小樽石狩線 : 新港東2丁目、志美（重複）
- 北海道道508号矢臼場札幌線 : 船場町
- 北海道道81号岩見沢石狩線 : 北生振（八幡町交点）
- 北海道道527号望来当別線 : 厚田区望来
- 北海道道11号月形厚田線 : 厚田区厚田
- 国道451号 : 浜益区川下（終点まで重複）

留萌振興局
増毛郡増毛町
- 北海道道301号増毛港線 : 畠中町1丁目
- 北海道道546号暑寒別公園線 : 南畠中町7丁目
- 北海道道94号増毛稲田線 : 阿分

留萌市
- 北海道道22号留萌港線 : 本町3丁目
- 北海道道21号留萌停車場線 : 花園町5丁目
- 国道232号・国道233号 : 五十嵐町2丁目（終点）